# Moscow Death Brigade
I Moscow Death Brigade (MDB; in russo Московская Бригада Смерти?, Moskovskaja Brigada Smerti) sono una band di Mosca, Russia, che suona un mix di hip-hop, punk rock e musica elettronica. La musica e l'estetica della band sottolineano la loro posizione antifascista contro il razzismo, il sessismo e l'omofobia. Il gruppo non si considera politico e afferma che i suoi impegni sono semplicemente "umani".

## Storia del gruppo
La band è stata fondata nel 2007 con il nome Hoods Up 495 con il quale pubblicano il primo EP. I membri provengono dalla scena hardcore punk e hanno lavorato con la band street punk Razor Bois e la band Siberian Meat Grinder, tra gli altri. Tutti i membri hanno in comune un attaccamento all'hip-hop anni '80/'90 come Beastie Boys, Cypress Hill o i Transplants e una posizione antifascista. Dopo aver cambiato nome, sono passati al loro stile musicale attuale per combinare un rap aggressivo con ritmi di chitarra hardcore. Un anno dopo pubblicarono un secondo EP omonimo di tre canzoni.
Nel 2014 la band ha pubblicato il suo EP di debutto intitolato Hoods Up, un riferimento al nome precedente della band, per l'etichetta tedesca Fire and Flames Music. L'EP ha catturato l'attenzione della scena punk europea e ha fatto conoscere la band al di fuori dei confini della Russia.
Dopo lunghi tour in Europa centrale e orientale, con la band Feine Sahne Fischfilet tra gli altri, è stato pubblicato un EP condiviso con la band hardcore antifascista russa What We Feel chiamato Here to Stay, seguito da un altro progetto pubblicato dall'etichetta Audiolith Records con i gruppi Feine Sahne Fischfilet, Los Fastidios e What We Feel. Quest'ultimo era un EP benefico i cui proventi andavano a beneficio delle famiglie degli antifascisti russi assassinati.
Il 15 febbraio 2015, un articolo pubblicato sulla rete Indymedia in vista di un'esibizione del gruppo a Berlino affermava che gli atteggiamenti antifascisti del gruppo erano puro marketing. L'articolo affermava che il gruppo era sessista, omofobo, sciovinista e sosteneva un forte nazionalismo russo. Quattro giorni dopo, il gruppo ha rilasciato una dichiarazione in cui negava fermamente queste accuse. Si sono espressi, insieme al gruppo What We Feel, anche loro nominati nell'articolo, di essere "antifascisti, contro i nazionalisti e razzisti di tutte le convinzioni".
A maggio 2017, la band ha pubblicato il singolo Brother & Sisterhood ed ha annunciato sia un nuovo album che la continuazione del tour europeo nell'autunno.
Nel febbraio 2018, i Moscow Death Brigade hanno pubblicato il loro primo album completo Boltcutter per l'etichetta Fire and Flames Music. Espandendo ulteriormente il proprio stile musicale, la band ha prodotto un disco completamente elettronico combinando stili come Drum and bass, EDM, Hardstyle, Dub e altri. Sia gli MC che i DJ hanno continuato a rappare su ogni traccia con testi sull'unità, i loro tour, i graffiti, l'attivismo di strada e la lotta alla discriminazione. Dopo il l'uscita di Boltcutter, la band ha intrapreso un tour europeo in due parti suonando in oltre 40 spettacoli da headliner in tutto il continente e nel Regno Unito, oltre a vari festival indipendenti e commerciali come Boomtown Fair (Regno Unito) o With Full Force (Germania).
Nel 2019, i Moscow Death Brigade sono stati ingaggiati dall'agenzia di tournée tedesca Destiny Tourbooking e hanno intrapreso un altro tour europeo, tornando a Boomtown, suonando all'Xtreme Fest (Francia) e aprendo il concerto dei Madball in Spagna.
Il 10 aprile 2020 è stato pubblicato l'album Bad Accent Anthems. Con questo la band ha continuato a sperimentare con la musica elettronica, ma è anche tornata a ritmi più punk rock e heavy metal, così hanno implementato le chitarre elettriche in alcune delle canzoni rave.
Il tour di promozione dell'album Bad Accent Anthems doveva essere il più grande tour per MDB fino ad oggi, con oltre 70 spettacoli e festival in programma in Europa, Regno Unito e il primo tour negli Stati Uniti della band. Il gruppo avrebbe dovuto esibirsi in famosi festival musicali come Punkrock Bowling (Las Vegas), Roskilde (Danimarca) e Exit fest (Serbia). Tuttavia, a causa della pandemia di COVID-19, l'intero tour e tutti i festival sono stati cancellati e la maggior parte degli spettacoli è stata spostata nel 2022.

## Immagine
Il gruppo appare mascherato con passamontagna. Le identità dei due rapper e del dj sono ancora tenute segrete. I componenti della band spiegano così la scelta dei passamontagna: “Le nostre maschere rappresentano le nostre radici e le nostre origini, da dove veniamo e cosa ha ispirato le opinioni e la filosofia della nostra band. Queste cose includono la scena dei graffiti underground e i movimenti sociali progressisti fai-da-te. Di solito in questi circoli le persone evitano di far vedere la propria faccia su internet per molte ragioni. Abbiamo sempre amato anche l'idea degli artisti mascherati, dai Kiss a MF Doom. Indossare una maschera ci permette di diventare tutt'uno con la nostra musica e aggiunge un elemento di mistero alla leggenda della band".
La band stessa si riferisce alla loro musica come "Circle pit hip hop" o "hardcore hip hop". Nei loro video musicali, il gruppo si mostra spesso mentre fa graffiti su treni o case. I testi in russo e inglese trattano di antifascismo e sono socio-critici. Gli argomenti includono "brutalità della polizia, violenza, propaganda dei mass media, pregiudizio sociale e coscrizione". Il gruppo si considera un collettivo di amici artisti, tra cui artisti di graffiti, organizzatori di concerti e attivisti politici.

## Beneficenza
Moscow Death Brigade è nota per le sue attività senza scopo di lucro. Nel 2015 il gruppo ha partecipato a una compilation con i gruppi Feine Sahne Fischfilet, Los Fastidios e What We Feel, i cui proventi sono andati a beneficio delle famiglie degli antifascisti russi assassinati.
Per tutto il periodo 2018-2020, il gruppo ha collaborato con la Sisters Foundation, un'organizzazione russa indipendente senza scopo di lucro che aiuta le vittime di violenza domestica e sessuale. Il gruppo ha raccolto oltre 4.000 euro attraverso la sua campagna No Means No, vendendo magliette raffiguranti un coccodrillo che morde una mano (presumibilmente quella di un molestatore).
Dopo aver pubblicato Bad Accent Anthems, la band ha raddoppiato il proprio lavoro di beneficenza, prendendo parte a numerose campagne senza scopo di lucro per tutto il 2020. Nel maggio 2020, la band ha pubblicato un nuovo brano Put Your Mask On, registrato e prodotto durante la quarantena COVID-19, con tutto il ricavato devoluto a un'organizzazione russa che aiuta gli anziani bisognosi. Il gruppo ha nuovamente collaborato con True Rebel per vendere maschere protettive e, secondo il sito web di True Rebel e gli account sui social media del gruppo, tutti i proventi sono andati a un'organizzazione no-profit russa, Enjoyable Aging Foundation, che aiuta le persone con disabilità e gli anziani e per ogni maschera venduta, una è stata donata ai senzatetto in Germania.
MDB è apparso anche sulla t-shirt in edizione limitata "I was not there tour 2020" di Destiny Tourbooking insieme a band come NOFX, Pennywise e Bad Religion. Secondo Destiny Tourbooking, il 50% dei profitti delle vendite è andato a Medici senza frontiere.
Il 31 maggio 2020, MDB ha partecipato al festival digitale “Stay Home and Stay Antiracist” organizzato dalla Kulturinitiative Mittel-Holstein, lo scopo principale del festival era raccogliere fondi per varie iniziative antirazziste in Europa.

## Formazione
- Vlad Boltcutter
- Ski Mask G
- DJ Solid Seb

## Discografia

### Album in studio
- 2014: Hoods Up
- 2018: Boltcutter (Fire and Flames Music)
- 2020: Bad Accent Anthems (Fire and Flames Music)

### EP
- 2007: Hoods Up 495 (Self-distribution)
- 2008: Moscow Death Brigade (Self-distribution)
- 2014: Hoods Up (Fire and Flames Music/Tape Or Die)
- 2015: Here To Stay (Fire and Flames Music/Core Tex Records/The Voice of the Street Records; with What We Feel)
- 2015: Ghettoblaster/ It's Us Remix EP 2015 (Self-distribution)

### Singoli e video
- 2010: Герои
- 2010: Твои карты биты
- 2010: Армейская
- 2011: Till The End (con What We Feel)
- 2015: One For The Ski Mask
- 2015: Ghettoblaster
- 2015: It's Us
- 2015: Here To Stay (con What We Feel)
- 2015: Papers, Please!
- 2017: Brother & Sisterhood
- 2018: Boltcutter
- 2018: What We Do
- 2019: Throw Ya Canz
- 2020: Out The Basement

### Compilation
- 2011: Heroes in DrushbAntifa Fight Local Resist Global (True Rebel Records)
- 2015: One For The Ski Mask in United Worldwide (Audiolith/KOB Records/The Voice Of The Street Records)
- 2015: Here To Stay in Plastic X Bomb #91 (Plastic Bomb Records)
- 2015: Viking's Life in Le Son De La Goupille: Refugees Welcome (Rap and Revenge)
- 2015: Anne Frank's Army in A Story Of Teeth And Flowers (In-house production)